# Goniadella bobretzkii
Goniadella bobretzkii är en ringmaskart som först beskrevs av Annenkova 1929.  Goniadella bobretzkii ingår i släktet Goniadella och familjen Goniadidae. Arten är reproducerande i Sverige. Inga underarter finns listade i Catalogue of Life.